# Theodoros Velkos
Theodoros Velkos (griechisch Θεόδωρος Βέλκος, bulgarisch Тодор Велков; * 20. November 1976 in Pasardschik) ist ein griechischer Badmintonspieler bulgarischer Herkunft, wo er unter seinem Geburtsnamen Todor Velkov startete.

## Karriere
Todor Velkov nahm 1996 an Olympia teil, schied dort jedoch bei beiden Starts in der  ersten Runde aus. Als Theodoros Velkos gewann er 1999 bereits die Internationalen Meisterschaften von Zypern, bevor er 2000 erstmals nationaler Meister in Griechenland wurde. 2004 nahm Theodoros Velkos erneut an Olympia teil und wurde 17. im Herrendoppel mit Giorgos Patis.

## Sportliche Erfolge
| Veranstaltung | Saison                                        | Disziplin    | Platz | Name                                     |
| ------------- | --------------------------------------------- | ------------ | ----- | ---------------------------------------- |
| 1994          | Bulgarien: Einzelmeisterschaften der Junioren | Herreneinzel | 1     | Todor Velkov                             |
| 1995          | Bulgarien: Einzelmeisterschaften              | Herreneinzel | 1     | Todor Velkov                             |
| 1995          | Junioren-Europameisterschaft                  | Herrendoppel | 3     | Todor Velkov / Boris Kessov              |
| 1995          | Bulgarien: Einzelmeisterschaften der Junioren | Herrendoppel | 1     | Todor Velkov / Boris Kessov              |
| 1995          | Bulgarien: Einzelmeisterschaften der Junioren | Herreneinzel | 1     | Todor Velkov                             |
| 1996          | Olympia                                       | Mixed        | 17    | Todor Velkov / Neli Nedyalkova-Boteva    |
| 1996          | Olympia                                       | Herreneinzel | 33    | Todor Velkov                             |
| 1999          | Zypern: Internationale Meisterschaften        | Herreneinzel | 1     | Theodoros Velkos                         |
| 1999          | Zypern: Internationale Meisterschaften        | Herrendoppel | 1     | Theodoros Velkos / Vasilios Velkos       |
| 2000          | Griechenland: Einzelmeisterschaften           | Mixed        | 1     | Theodoros Velkos / Chrisa Georgali       |
| 2000          | Griechenland: Einzelmeisterschaften           | Herreneinzel | 1     | Theodoros Velkos                         |
| 2001          | Cyprus International                          | Herreneinzel | 1     | Theodoros Velkos                         |
| 2001          | Griechenland: Internationale Meisterschaften  | Herreneinzel | 1     | Theodoros Velkos                         |
| 2001          | Griechenland: Einzelmeisterschaften           | Herrendoppel | 1     | Theodoros Velkos / Giorgos Patis         |
| 2001          | Griechenland: Einzelmeisterschaften           | Herreneinzel | 1     | Theodoros Velkos                         |
| 2004          | Olympia                                       | Herrendoppel | 17    | Theodoros Velkos / Giorgos Patis         |
| 2004          | Griechenland: Einzelmeisterschaften           | Mixed        | 1     | Theodoros Velkos / Evaggelia Tetradi     |
| 2005          | Griechenland: Einzelmeisterschaften           | Herreneinzel | 1     | Theodoros Velkos                         |
| 2006          | Griechenland: Einzelmeisterschaften           | Herreneinzel | 1     | Theodoros Velkos                         |
| 2006          | Griechenland: Einzelmeisterschaften           | Herrendoppel | 1     | Theodoros Velkos / Giorgos Patis         |
| 2007          | Griechenland: Einzelmeisterschaften           | Herreneinzel | 1     | Theodoros Velkos                         |
| 2007          | Griechenland: Einzelmeisterschaften           | Herrendoppel | 1     | Theodoros Velkos / Giorgos Patis         |
| 2008          | Griechenland: Einzelmeisterschaften           | Herrendoppel | 1     | Theodoros Velkos / Giorgos Charalambidis |